# Cinda Williams Chima
 (décembre 2023).
Si vous disposez d'ouvrages ou d'articles de référence ou si vous connaissez des sites web de qualité traitant du thème abordé ici, merci de compléter l'article en donnant les références utiles à sa vérifiabilité et en les liant à la section « Notes et références ».
Œuvres principales
- Série Les Sept Royaumes

Cinda Williams Chima, née en 1952 à Springfield en Ohio, est une auteure américaine de fantasy pour jeunes adultes.

## Biographie
Née en 1952, Cinda Williams Chima est diplômée de l’université Case Western Reserve et de l’université d'Akron où elle est professeure. Chima est un membre actif de la Société des auteurs et illustrateurs de livres pour la jeunesse, et de la Science Fiction and Fantasy Writers of America.
Elle est animatrice et intervenante dans des conférences d'écritures pour la Northern Ohio SCBWI Conference, la Western Reserve Writers' Conference, et la Skyline Writing Conference.
Elle parle fréquemment pour les jeunes écrivains et lecteurs dans les écoles et dans les bibliothèques des États-Unis.
Chima vit en Ohio avec son mari, scientifique, et ses deux fils, Eric et Keith.

## Œuvres

### SérieHeir Chronicles
1. (en) The Warrior Heir, 2006
2. (en) The Wizard Heir, 2007
3. (en) The Dragon Heir, 2008
4. (en) The Enchanter Heir, 2013
5. (en) The Sorcerer Heir, 2014

### UniversLes Sept Royaumes

#### SérieLes Sept Royaumes
1. Le Roi démon, Castelmore et Bragelonne, 2011 ((en) The Demon King, 2009), trad. Rosalie Guillaume
2. La Reine exilée, Castelmore et Bragelonne, 2011 ((en) The Exiled Queen, 2010), trad. Emmanuelle Casse-Castric
3. Le Trône du loup gris, Castelmore et Bragelonne, 2012 ((en) The Gray Wolf Throne, 2011), trad. Emmanuelle Casse-Castric
4. La Couronne écarlate, Castelmore, 2013 ((en) The Crimson Crown, 2012), trad. Marianne Durand

#### SérieShattered Realms
1. (en) Flamecaster, 2016
2. (en) Shadowcaster, 2017
3. (en) Stormcaster, 2018
4. (en) Deathcaster, 2019

### SérieRunestone Saga
1. (en) Children of Ragnarok, 2022